# Cephalostemon
Cephalostemon é um género botânico pertencente à família Rapateaceae. Inclui Duckea.:244